# Gnomibidion flavum
Gnomibidion flavum är en skalbaggsart som beskrevs av Martins och Maria Helena M. Galileo 2007. Gnomibidion flavum ingår i släktet Gnomibidion och familjen långhorningar. Inga underarter finns listade i Catalogue of Life.